# Nisaetus bartelsi
El águila azor de Java (Nisaetus bartelsi) es una especie de ave accipitriforme de la familia Accipitridae. Es un ave de presa de mediano tamaño  endémica de Java y es también el ave nacional de Indonesia, donde es comúnmente conocido como «Garuda» en alusión al pájaro mítico en las creencias hindúes y budistas.[cita requerida] El nombre científico conmemora a Hans Bartels.

## Descripción

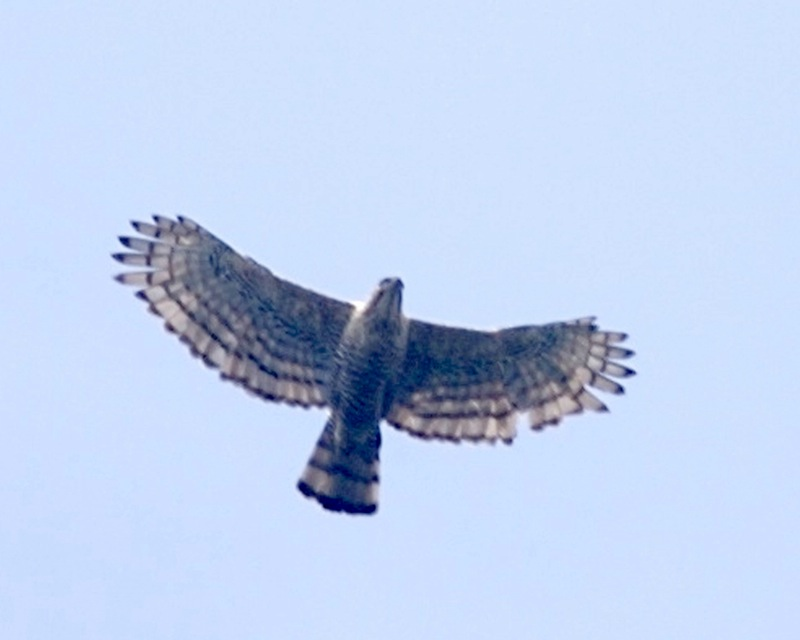
Nisaetus bartelsi

El águila-azor de Java tiene un tamaño de aproximadamente 61 cm de largo. Su plumaje es de color marrón oscuro y tiene una larga cresta de plumas negras con punta blanca. La cabeza y el cuello son de color marrón rojizo, la parte inferior es más oscuro con barras gruesas. No hay dimorfismo sexual. 

## Distribución y hábitat
El águila-azor de Java es endémico de la isla de Java en Indonesia. Habita los bosques húmedos tropicales en varias poblaciones, especialmente en la parte oriental de la isla. 
Debido a la continua pérdida de hábitat, su distribución geográfica limitada y la caza en algunas áreas, el número total de la población está disminuyendo a tal grado que es considerado en peligro de extinción en la Lista Roja de Especies Amenazadas de la UICN. La especie es también incluida en el Apéndice II de la CITES.

## Comportamiento
Se alimenta principalmente de aves, lagartos, murciélagos frutícolas, y mamíferos. 
Se cree que el águila-azor de Java es una especie monógama.
Anidan en la cima de árboles forestales. La hembra pone generalmente un solo huevo.